# Jarhois kapell
Jarhois kapell är ett kapell som tillhör Pajala församling i Luleå stift. Kapellet ligger i byn Jarhois i Pajala kommun.

## Kyrkobyggnaden
Träkapellet är uppfört 1961 efter ritningar av arkitekt Gunnar Angrén. Byggnadskomplexet består av två delar: kapellet med ett brant sadeltak och takryttare samt en samlingssal med flackare sadeltak.
Ytterväggarna är klädda med gråmålad träpanel. Yttertaket är täckt med plåt.
Kyrkorummet har väggar klädda med gråmålad träpanel och ett tak täckt av ljust laserad panel. På golvet av trä står vitmålade bänkar av trä.
Strax intill finns en fristående klockstapel med spetsig huv.

### Webbkällor
- Pajala församling
- anläggningspresentation
- byggnadspresentation